# Shery
 (septembre 2020).
Shery, née le 18 août 1985 à Guatemala au Guatemala, est une chanteuse de pop latino guatémaltèque. Elle enregistre des chansons en espagnol et en italien. Son premier album, intitulé El amor es un fantasma, est sorti en janvier 2008.